# Irene Dunne
Irene Dunne (născută Irene Marie Dunn, n. 20 decembrie 1898, Kentucky, SUA – d. 4 septembrie 1990, Los Angeles, California, SUA) a fost o actriță și cântăreață de film americană din anii 1930, 1940 și începutul anilor '50. Dunne a fost nominalizată de cinci ori la Premiul Oscar pentru cea mai bună actriță, pentru rolurile sale din Cimarron (1931), Theodora Goes Wild (1936), Cumplitul adevăr (1937), Love Affair (1939) și I Remember Mama (1948). 

## Tinerețe
Dunne s-a născut la Louisville, Kentucky, avându-i ca părinți pe Joseph John Dunn (1863–1909), inginer / inspector pentru vapoare cu aburi pentru guvernul Statelor Unite, și Adelaide Henry (1871–1936), pianistă / profesoară de muzică din Newport, Kentucky. Ulterior, Irene Dunne avea să scrie: „Niciun triumf al scenei mele sau al carierei mele de ecran nu a rivalizat niciodată cu emoția călătoriilor pe Mississippi pe bărcile fluviale cu tatăl meu”. Avea unsprezece anu  când tatăl ei a murit din cauza unei infecții la rinichi;  ea a păstrat toate scrisorile  de la el și adesea și-a amintit și a trăit ceea ce i-a spus el cu o seară înainte de a muri: „Fericirea nu este niciodată un accident. Este premiul pe care îl obținem atunci când alegem cu înțelepciune din marile magazine ale vieții”. 
După moartea tatălui ei, Irene, mama ei și fratele ei mai mic Charles s-au mutat în orașul natal al mamei sale, Madison, Indiana. Mama lui Dunne a învățat-o de mică să cânte la pian. Potrivit lui Dunne, „Muzica era la fel de naturală ca respirația în casa noastră”. Dunne a fost crescut în religia romano-catolică. Poreclit "Dunnie" de colegii ei de școală,  prima producție școlară a Visul unei nopți de vară i-a stârnit interesul pentru dramă,  așa că a luat lecții de canto și a cântat în bisericile locale și în piesele de teatru de la liceu, înainte de absolvirea ei în 1916. 

## Filmografie
| An   | Titlu                        | Rol                          | Note                                                                                       | Ref.          |
| ---- | ---------------------------- | ---------------------------- | ------------------------------------------------------------------------------------------ | ------------- |
| 1930 | Leathernecking               | Delphine Witherspoon         |                                                                                            | [ 19 ] [ 20 ] |
| 1931 | Cimarron                     | Sabra Cravat                 | Nominalizare—Premiul Oscar pentru cea mai bună actriță                                     | [ 21 ] [ 22 ] |
| 1931 | Bachelor Apartment           | Helene Andrews               |                                                                                            | [ 23 ] [ 24 ] |
| 1931 | The Great Lover              | Diana Page                   |                                                                                            | [ 25 ] [ 26 ] |
| 1931 | Consolation Marriage         | Mary Brown Porter            |                                                                                            | [ 27 ]        |
| 1932 | Symphony of Six Million      | Jessica                      |                                                                                            | [ 28 ] [ 29 ] |
| 1932 | Back Street                  | Ray Schmidt                  |                                                                                            | [ 30 ] [ 31 ] |
| 1932 | Thirteen Women               | Laura Stanhope               |                                                                                            | [ 32 ] [ 33 ] |
| 1933 | No Other Woman               | Anna Stanley                 |                                                                                            | [ 34 ] [ 35 ] |
| 1933 | The Secret of Madame Blanche | Sally Sanders St. John       |                                                                                            | [ 36 ] [ 37 ] |
| 1933 | The Silver Cord              | Christina Phelps             |                                                                                            | [ 38 ] [ 39 ] |
| 1933 | Ann Vickers                  | Ann Vickers                  |                                                                                            | [ 40 ] [ 41 ] |
| 1933 | If I Were Free               | Sarah Cazenove               |                                                                                            | [ 42 ] [ 43 ] |
| 1934 | This Man Is Mine             | Tony Dunlap                  |                                                                                            | [ 44 ] [ 45 ] |
| 1934 | Stingaree                    | Hilda Bouverie               |                                                                                            | [ 46 ] [ 47 ] |
| 1934 | The Age of Innocence         | Countess Ellen Olenska       |                                                                                            | [ 48 ] [ 49 ] |
| 1934 | Sweet Adeline                | Adeline "Addie" Schmidt      |                                                                                            | [ 50 ] [ 51 ] |
| 1935 | Roberta                      | Princess Stephanie           |                                                                                            | [ 52 ] [ 53 ] |
| 1935 | Magnificent Obsession        | Helen Hudson                 |                                                                                            | [ 54 ] [ 55 ] |
| 1936 | Show Boat                    | Magnolia Hawks               |                                                                                            | [ 56 ] [ 57 ] |
| 1936 | Theodora Goes Wild           | Theodora Lynn/Caroline Adams | Nominalizare—Academy Award for Best Actress                                                | [ 59 ] [ 60 ] |
| 1937 | High, Wide, and Handsome     | Sally Watterson              |                                                                                            | [ 61 ] [ 62 ] |
| 1937 | The Awful Truth              | Lucy Warriner                | Nominalizare—Academy Award for Best Actress Primul dintre cele trei filme cu Cary Grant    | [ 63 ] [ 64 ] |
| 1938 | Joy of Living                | Margaret "Maggie" Garret     |                                                                                            | [ 65 ] [ 66 ] |
| 1939 | Love Affair                  | Terry Mckay                  | Nominalizare—Academy Award for Best Actress Primul dintre cele trei filme cu Charles Boyer | [ 67 ] [ 68 ] |
| 1939 | Invitation to Happiness      | Eleanor Wayne                |                                                                                            | [ 69 ] [ 70 ] |
| 1939 | When Tomorrow Comes          | Helen Lawrence               | Al doilea dintre cele trei filme cu Charles Boyer                                          | [ 71 ] [ 72 ] |
| 1940 | My Favorite Wife             | Ellen Arden                  | Al doilea dintre cele trei filme cu Cary Grant                                             | [ 73 ] [ 74 ] |
| 1941 | Penny Serenade               | Julie Gardiner Adams         | Al treilea dintre cele trei filme cu Cary Grant                                            | [ 75 ] [ 76 ] |
| 1941 | Unfinished Business          | Nancy Andrews                |                                                                                            | [ 77 ] [ 78 ] |
| 1942 | Lady in a Jam                | Jane Palmer                  |                                                                                            | [ 79 ] [ 80 ] |
| 1943 | A Guy Named Joe              | Dorinda Durston              |                                                                                            | [ 81 ]        |
| 1944 | The White Cliffs of Dover    | Susan Ashwood                |                                                                                            | [ 82 ] [ 83 ] |
| 1944 | Together Again               | Anne Crandall                | Al treilea dintre cele trei filme cu Charles Boyer                                         | [ 84 ] [ 85 ] |
| 1945 | Over 21                      | Paula "Polly" Wharton        |                                                                                            | [ 86 ] [ 87 ] |
| 1946 | Anna and the King of Siam    | Anna Owens                   |                                                                                            | [ 88 ] [ 89 ] |
| 1947 | Life with Father             | Vinnie Day                   | Doar film Technicolor                                                                      | [ 90 ] [ 91 ] |
| 1948 | I Remember Mama              | Martha "Mama" Hanson         | Nominalizare—Academy Award for Best Actress                                                | [ 92 ] [ 93 ] |
| 1950 | Never a Dull Moment          | Kay Kingsley Heyward         |                                                                                            | [ 94 ] [ 95 ] |
| 1950 | The Mudlark                  | Queen Victoria               |                                                                                            | [ 96 ] [ 97 ] |
| 1952 | It Grows on Trees            | Polly Baxter                 |                                                                                            | [ 98 ] [ 99 ] |